# Peter Viereck
Peter Robert Edwin Viereck (* 5. August 1916 in New York; † 13. Mai 2006 in South Hadley, Massachusetts) war ein US-amerikanischer Hochschullehrer, Schriftsteller und Pulitzerpreisträger.

## Leben
Peter Viereck war Sohn des Dichters George Sylvester Viereck und Enkel von Louis Viereck. 1937 erhielt Viereck den BA in Geschichte an der Harvard University. Es folgten 1939 der Master of Arts und 1942 der Ph.D., ebenfalls in Harvard.
Viereck war bis zu seiner Emeritierung viele Jahre Geschichtsprofessor an der Frauenhochschule Mount Holyoke College in South Hadley, Massachusetts. Vor dem Kriegseintritt der Vereinigten Staaten in den Zweiten Weltkrieg analysierte er in seinem 1941 beim Verlag A. A. Knopf in New York veröffentlichten Essay Metapolitics: From the Romantics to Hitler die irrationalen und mythischen Elemente des Nationalsozialismus.
In den 1950er Jahren war er ein führender Kopf der Konservativen um William Buckley in den USA, doch distanzierte er sich zunehmend von den falschen Konservativen, wozu er die Radikalen rechnete.
1949 erhielt er den Pulitzer-Preis in der Kategorie Poesie für sein Werk Terror and Decorum.

## Werke (Auswahl)

### Lyrik
- Terror and Decorum (1948)
- Strike through the mask!  : new lyrical poems (1950)
- The first morning : New poems (1956)
- The persimmon tree (1956)
- The tree witch : a poem and play; (first of all a poem). New York : Scribner, 1961
- New and selected poems 1932-67 (1967)
- Archer in the marrow (1987)
- Tide and continuities : last and first poems 1995 - 1938. Fayetteville, Ark. : Univ. of Arkansas Pr., 1995

### Essays
- Metapolitics. From the romantics to Hitler (1941)
- Conservatism revisited : the revolt against revolt. 1815 - 1949. New York, NY : Scribner, 1949
- Dream and responsibility : four test cases of the tension between poetry and society; 1. Ezra Pound, 2. Stefan George, 3. Art versus propaganda, 4. The poet in the machine age. Washington, D.C. : Univ. Press of Washington, D.C., 1953
- Conservatism (1956)
- The unadjusted man (1956)